# Byron Mallott

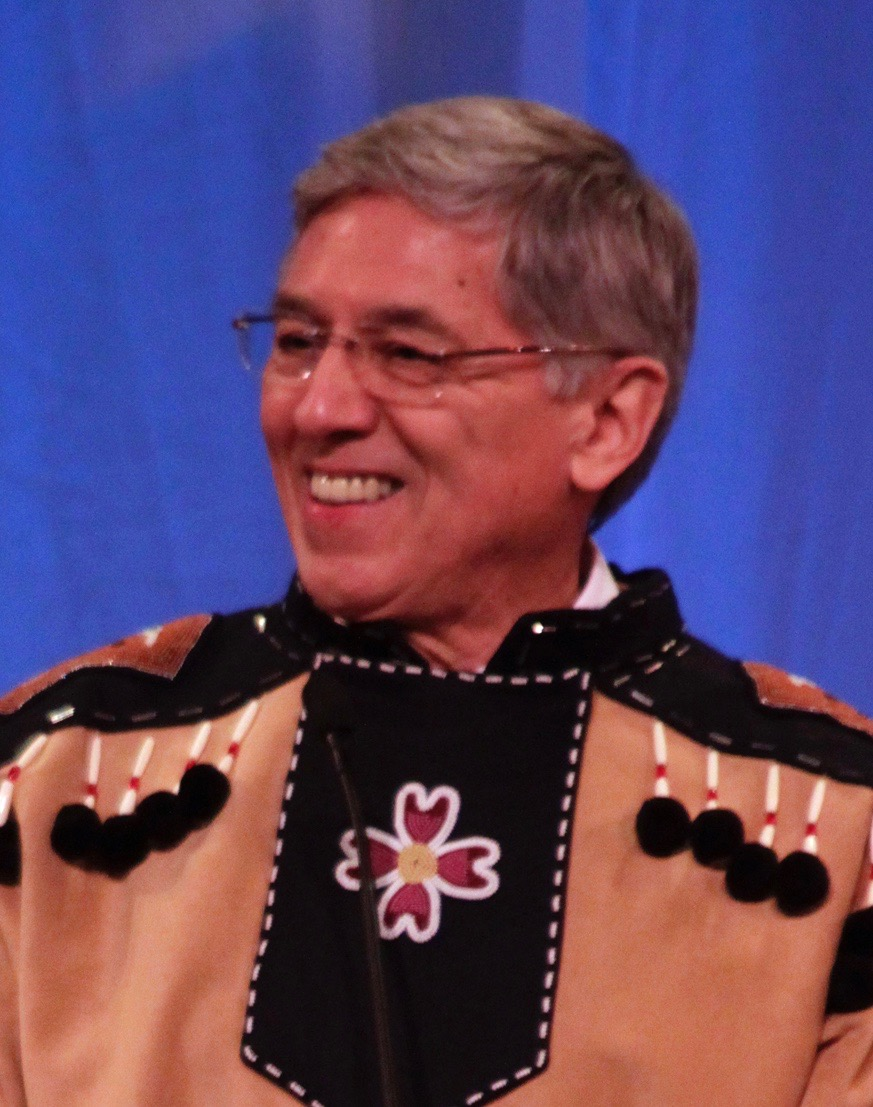
Byron Mallott (2014)

Byron Ivar Mallott (* 6. April 1943 in Yakutat, Alaska; † 8. Mai 2020 in Anchorage, Alaska) war ein US-amerikanischer Politiker der Demokratischen Partei und vom 1. Dezember 2014 bis zum 16. Oktober 2018 Vizegouverneur des Bundesstaats Alaska.

## Werdegang
Byron Mallott wurde 1943 in Yakutat geboren, wo er auch aufwuchs. Seine Eltern waren Besitzer eines Dorfladens; später bekleidete sein Vater das Amt des Bürgermeisters der Stadt. Mallott besuchte nach seinem Abschluss an der Highschool die Western Washington University. Im Jahr 1965 begann die politische Karriere von Mallott, der Mitglied der Demokratischen Partei ist, unerwartet durch den Tod seines Vaters, als er sich folgend selbst zur Wahl als Bürgermeister stellte. Im Alter von 22 Jahren wurde er tatsächlich gewählt. Jedoch beendete Mallott nur die Amtszeit seines Vaters. Schon 1966 verließ er das Rathaus seiner Heimatstadt wieder. Kurz darauf nahm er im Stab von Gouverneur Bill Egan eine neue Tätigkeit an. Als Mitarbeiter des Gouverneurs war Mallott vor allem für die Beziehungen zu den Kommunen zuständig. 1967 kehrte er nach Gouverneur Egans Wahlniederlage in die Kommunalpolitik von Yakutat als Stadtrat zurück. Zwischen 1971 und 1974 war er erneut für Bill Egan tätig, nachdem dieser erneut an die Spitze des Alaskas trat.
Im Jahr 1975 wechselte Mallott in die Wirtschaft, wo Mitglied im Vorstand der Sealaska Corporation war. Er gehörte dem Unternehmen bis zum Jahr 1992 an. Daraufhin war er in führender Positionen für den Alaska Permanent Fund (APF), einem staatlich eingerichteten Fonds, der die Gewinne aus der lokalen Ölförderung Alaskas verwaltet, tätig. Im Jahr 1994 nahm er seine politische Karriere kurzzeitig auf, nachdem er zum Bürgermeister von Juneau gewählt wurde. Dass er Mallott jedoch weiterhin bei APF tätig war, brachte ihm derart scharfe Kritik ein, dass er sich 1995 zum Rücktritt gezwungen sah.
Im September 2013 kündigte Mallott seine Kandidatur als Gouverneur von Alaska für die Wahl im folgenden Jahr an. Die parteiinternen Vorwahlen der Demokraten im August 2014 konnte er mit 66 Prozent der Stimmen klar für sich entscheiden. Am 2. September 2014 gab Mallott überraschend bekannt, seine Bewerbung um das Gouverneursamt zurückzuziehen. Zuvor hatte es Gespräche mit dem parteilosen Kandidaten Bill Walker gegeben, bei denen Mallotts Rückzug aus dem Rennen vereinbart wurde. Stattdessen sollte er als Walkers Running Mate, also dessen Anwärter für das Amt des Vizegouverneurs, antreten. Hintergrund war, dass sowohl der Ex-Republikaner Walker als auch die Demokraten ein gemeinsames Interesse hatten, den amtierenden Gouverneur Sean Parnell von den Republikanern abzulösen. Durch ein gemeinsames Antreten von Walker und Mallott sollten so die Stimmen von Parnells Gegnern gebündelt werden. Bei einer Aufteilung dieser Stimmen wurde ein republikanischer Wahlsieg als sehr wahrscheinlich angesehen, da ein Kandidat schon mit der einfachen Mehrheit zum Gouverneur gewählt ist. Im Wahlkampf spielte vor allem die Politik der bisherigen Regierung eine zentrale Rolle: Parnell hatte sich durch eine Reihe von Steuersenkungen für Ölfirmen unbeliebt gemacht. Auch seine Handhabung von diversen Diskriminierungsvorfällen bei der Nationalgarde schadeten zuletzt seinem Ansehen.
Bei der Gouverneurswahl am 4. November 2014 traten Walker und Mallott für ein sogenanntes Unity Ticket an. Am Ende konnten sie diese Wahl mit 48,1 Prozent der Stimmen recht knapp gewinnen. Parnell erhielt 45,9 Prozent; was eine Differenz von rund 6000 Stimmen ausmachte. Aufgrund der langen Stimmenauszählung und der Knappheit des Rennens stand das offizielle Ergebnis erst einige Tage nach dem Urnengang fest. Mallott wurde am 1. Dezember 2014 zum Vizegouverneur von Alaska und damit Stellvertreter von Gouverneur Walker vereidigt.
Zur Gouverneurswahl 2018 planten Walker und Mallott erneut gemeinsam anzutreten. Am 16. Oktober 2018, wenige Wochen vor der Wahl, kündigte Mallott jedoch seinen sofortigen Rücktritt als Vizegouverneur an. Mallott war zuvor für unangemessene Kommentare gegenüber einer Mitarbeiterin kritisiert worden. Um was für Kommentare es sich handelte, wurde jedoch nicht öffentlich. Wenige Tage nach Mallotts Rücktritt kündigte Walker seinen Ausstieg aus dem Wahlkampf an und gab seine Unterstützung für den Demokraten Mark Begich bekannt.

## Privatleben
Mit seiner Frau Toni lebte Mallot in West Juneau, einem Stadtteil von Juneau. Das Ehepaar hatte fünf Kinder.